# Cailee Spaeny
Cailee Spaeny (Springfield, Misuri; 24 de julio de 1998) es una actriz y cantante estadounidense.

## Biografía
Spaeny nació en Springfield, Misuri. Durante su infancia, pasó mucho tiempo en el Springfield Little Theatre, donde participó en numerosas obras. Algunos exalumnos notables del SLT son Lucas Grabeel y Kendra Kassebaum. En la temporada 2013-2014, consiguió el papel principal de Ariel en la producción Disney's Little Mermaid Jr. En 2016, lanzó su sencillo debut Fallin en iTunes bajo Future Town Music.
Su debut fue como Erica en el cortometraje de 2016, Counting to 1000. Su primer papel importante fue en la película de Steven S. DeKnight de 2018 Pacific Rim: Uprising junto a John Boyega and Scott Eastwood. Entre sus películas están The Shoes (2018), On the Basis of Sex (2018), Vice (2018), y Bad Times at the El Royale (2018).
Tuvo el papel protagonista en la película de terror, The Craft: Legacy (2020). En televisión, apareció en la serie de ciencia ficción, Devs (2020), y en el drama policíaco de HBO, Mare of Easttown (2021).

## Filmografía

### Películas
| Año  | Título                                 | Papel                 | Notas        | Ref.  |
| ---- | -------------------------------------- | --------------------- | ------------ | ----- |
| 2016 | Counting to 1000                       | Erica                 | Cortometraje |       |
| 2018 | Pacific Rim: Uprising                  | Amara Namani          |              |       |
| 2018 | Bad Times at the El Royale             | Rose Summerspring     |              |       |
| 2018 | Vice                                   | Lynne Cheney de joven |              |       |
| 2018 | On the Basis of Sex                    | Jane Ginsburg         |              |       |
| 2018 | The Shoes                              | La cajera             |              |       |
| 2020 | The Craft: Legacy                      | Lily Schechner        |              |       |
| 2021 | How It Ends                            | Y. S.                 |              |       |
| 2023 | Priscilla                              | Priscilla Presley     |              |       |
| 2024 | Civil War                              | Jessie Cullen         |              |       |
| 2024 | Alien: Romulus                         | Rain Carradine        |              |       |
| 2025 | Wake Up Dead Man: A Knives Out Mystery |                       |              | [ 7 ] |

### Televisión
| Año  | Título           | Papel                  | Notas      |
| ---- | ---------------- | ---------------------- | ---------- |
| 2019 | Devs             | Lyndon                 | Miniserie  |
| 2021 | Mare of Easttown | Erin McMenamin         | Miniserie  |
| 2022 | The First Lady   | Anna Roosevelt Halsted | Recurrente |

### Videojuegos
| Año  | Título           | Personaje | Notas        |
| ---- | ---------------- | --------- | ------------ |
| 2024 | Dead by Daylight | Rain      | Voz e imagen |

## Premios y nominaciones

### Premios Globo de Oro
| Año  | Categoría    | Nominación | Resultado |
| ---- | ------------ | ---------- | --------- |
| 2023 | Mejor actriz | Priscilla  | Nominada  |

### Festival Internacional de Cine de Venecia
| Año  | Categoría                    | Nominación | Resultado |
| ---- | ---------------------------- | ---------- | --------- |
| 2023 | Copa Volpi a la Mejor Actriz | Priscilla  | Ganadora  |